# Palmeirinha-azul
A palmeirinha-azul é uma palmeira brasileira ameaçada de extinção.

## Ocorrência
A espécie é endêmica do cerrado e campos rupestres da Chapada Diamantina de Minas Gerais.
A população decresce em velocidade alarmante, restam poucos indivíduos adultos em algumas áreas, e há evidências de que indivíduos adultos foram coletados e transportados para áreas de cultivo.